# Bazeilles-sur-Othain
Bazeilles-sur-Othain település Franciaországban, Meuse megyében. Lakosainak száma 109 fő (2022. január 1.). Bazeilles-sur-Othain Velosnes, Othe, Flassigny, Iré-le-Sec, Montmédy és Villécloye községekkel határos.

## Népesség
A település népességének változása:
| Lakosok száma | 118  | 96   | 72   | 97   | 121  | 118  | 116  | 115  | 113  | 109  |
|               | 1968 | 1982 | 1990 | 2006 | 2013 | 2015 | 2017 | 2019 | 2020 | 2022 |